# Иконников, Владимир Дмитриевич
Владимир Дмитриевич Иконников (1920—2000) — полковник Советской Армии, участник Великой Отечественной войны, Герой Советского Союза (1944).

## Биография
Владимир Иконников родился 23 июля 1920 года в Екатеринбурге. После окончания семи классов школы № 94 в Свердловске пошёл работать, одновременно учился в аэроклубе. В ноябре 1938 года Иконников был призван на службу в Рабоче-крестьянскую Красную Армию. В 1940 году он окончил Энгельсскую военную авиационную школу пилотов. Служил в Прибалтийском военном округе. С июня 1941 года — на фронтах Великой Отечественной войны, воевал в составе Авиации дальнего действия СССР. За время войны два раза был сбит и один раз ранен.
К октябрю 1944 года гвардии капитан Владимир Иконников был заместителем командира эскадрильи 30-го гвардейского авиаполка 48-й авиадивизии 8-го авиакорпуса АДД СССР. К тому времени он совершил 258 боевых вылетов, 253 из которых — в тёмное время суток, бомбил военные объекты противника в его глубоком тылу, нанеся тому большие потери.
Указом Президиума Верховного Совета СССР от 5 ноября 1944 года за «образцовое выполнение боевых заданий командования на фронте борьбы с немецкими захватчиками и проявленные при этом мужество и героизм» гвардии капитан Владимир Иконников был удостоен высокого звания Героя Советского Союза с вручением ордена Ленина и медали «Золотая Звезда» за номером 5287.
Всего же за время своего участия в боях совершил 285 боевых вылетов, 263 из которых — в тёмное время суток. После окончания войны он продолжил службу в Советской Армии. В 1948 году он окончил Высшую офицерскую лётно-тактическую школу. В 1972 году в звании полковника Иконников был уволен в запас. Проживал в Москве. Скончался 27 декабря 2000 года, похоронен на Ваганьковском кладбище Москвы.
Заслуженный военный лётчик СССР (1967). Был награждён тремя орденами Ленина, тремя орденами Красного Знамени, двумя орденами Отечественной войны 1-й степени, двумя орденами Красной Звезды, рядом медалей.